# River Deep - Mountain High (album)
River Deep - Mountain High è un album in studio del duo musicale statunitense Ike & Tina Turner, pubblicato nel 1966.

## Tracce
1. River Deep, Mountain High
2. I Idolize You
3. A Love Like Yours (Don't Come Knocking Everyday)
4. A Fool in Love
5. Make 'em Wait
6. Hold on Baby
7. Save the Last Dance for Me
8. Oh Baby!
9. Every Day I Have to Cry
10. Such a Fool for You
11. It's Gonna Work Out Fine
12. You're So Fine